# Siphoninus phillyreae
Die Siphoninus phillyreae ist eine Mottenschildlaus aus der Familie Aleyrodidae. Sie wird, gemeinsam mit anderen Arten der Mottenschildläuse, auch nur als Weiße Fliege oder grammatikalisch inkorrekt als Eschen-Weiße Fliege (Übersetzung von englisch ash whitefly) bezeichnet. Siphoninus phillyreae wird bei massenhaftem Auftreten auf Obstbäumen und Ziergehölzen als Schädling angesehen und durch biologische Maßnahmen bekämpft.

## Merkmale
Siphoninus phillyreae werden 1,5 Millimeter lang. Sie haben einen hellbeigen Körper und weiße Flügel, welche 3 Millimeter lang sind. Bei der Ruhestellung werden, anders als bei vielen anderen Arten der Mottenschildläuse, die Flügel schräg geklappt. Die Larven sind weiß bis grau gefärbt.
Aus 40 bis 50 Siphons auf dem Rücken sondert Siphoninus phillyreae eine wachsartige Substanz ab.

## Vorkommen
Siphoninus phillyreae wurde 1835 von Alexander Haliday als Aleyrodes phillyreae nach einem Typusexemplar beschrieben, das in Dublin (Irland) auf einer Steinlinde (Phillyrea latifolia) aus der Familie der Ölbaumgewächse gefunden worden war. Die Tiere sind in Europa, Nordafrika, dem Nahen Osten, Südrussland, Pakistan und Indien beheimatet, wurden aber mit Pflanzenlieferungen in Obstgärten und Plantagen auf anderen Kontinenten wie in Nordamerika und Australien eingeschleppt.
Siphoninus phillyreae tritt auf Eschen, aber auch auf Apfel-, Birnen- und Quittenbäumen sowie auf Zitrusgewächsen von April bis Dezember auf. Wie alle Weiße Fliegen wird sie als Schädling bekämpft. In ihrem autochthonen Lebensraum reichen die natürlichen Feinde aus, um den Befall der Pflanzen zu reduzieren, in Regionen, wo sie eingeführt wurde und Fressfeinde fehlen, wurden solche Arten zur biologischen Bekämpfung importiert.

## Lebensweise und Fortpflanzung
Nach der Paarung legen die Weibchen 5 oder 6 Eier auf den Unterseiten der Blätter von Nutz- und Zierpflanzen, auch an Hauswänden ab. Ihr Entwicklungszyklus läuft ähnlich wie bei der Gewächshausmottenschildlaus ab, sie schlüpfen aber früher als diese und bei einer Temperatur zwischen 10 und 30 Grad. Die Larven entwickeln sich innerhalb von 25 Tagen zum adulten Tier. Dabei bewegen sie sich in der Regel weniger als einen Zentimeter von der Ablagestelle des Eis weg. Das vierte Larvenstadium (Puppe) ist unbeweglich.

## Schadwirkung und Schädlingsbekämpfung
Sowohl die Nymphen als auch die erwachsenen Mottenschildläuse saugen Pflanzensäfte und schädigen dadurch ihre Wirtspflanzen. Die Schildläuse sondern Honigtau ab, der die Schimmelbildung und andere Pilzerkrankungen fördert. Es fallen auch Blätter von Pflanzen ab, die Früchte bleiben klein.
Als besonders effektiv in der biologischen Bekämpfung von Siphoninus phillyreae erweist sich der Bogen-Zwergmarienkäfer, aber auch andere Tiere wie zum Beispiel Acletoxenus formosus aus der Familie der Taufliegen oder Encarsia-Arten aus der Überfamilie der Erzwespen bieten sich an.

## Belege